# Freddie Jacobson
Fredrik Ulf Yngve Jacobson (nascido em 26 de setembro de 1974) é um jogador profissional sueco de golfe. Ganhou seu primeiro título do PGA Tour em 2011 no Travelers Championship. 